# Pedro J. Moreno Gómez

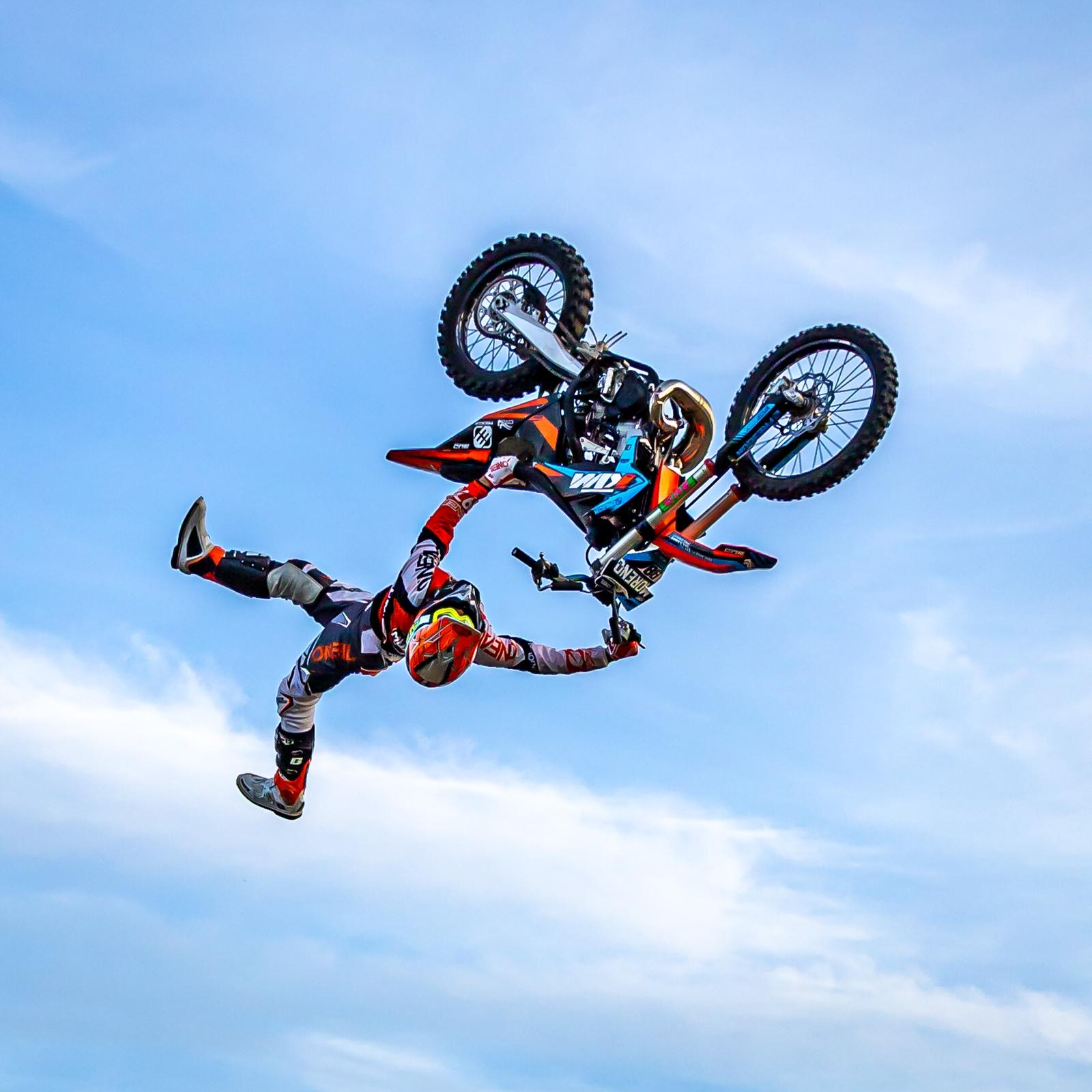

Pedro Jóse Moreno Gómez (Toledo, 29 de enero de 1989) es un piloto de motociclismo español. Compite en la disciplina de freestyle o motociclismo estilo libre. Pedro se ha proclamado 4 veces Campeón de España de Freestyle en los años 2013, 2014, 2015 y 2019.
El pasado 19 de octubre de 2019, Pedro se proclamó por cuarta vez como Campeón de España de Freestyle, título reconocido por la Real Federación Motociclista Española (RFME). Un total de 82 puntos en el campeonato le dieron la victoria, frente a los 76 puntos conseguidos por Dany Torres (2.ª posición general) y los 70 puntos de Maikel Melero (3.ª posición general).
Así mismo, Pedro cuenta en su palmarés con un total de 37 podiums en el Campeonato de España de Freestyle (CEFMX): 11 primeros puestos, 14 segundos puestos y 12 terceros puestos; además de dos Subcampeonato de España en 2018 y 2022 y tres terceros puestos 2012, 2016 y 2017.

## Reseña biográfica
Empezó en el mundo del motocross con solamente 5 años de edad. Desde sus inicios hasta el año 2007, Pedro ha combinado motocross y supercross a nivel nacional e internacional, consiguiendo varios títulos a nivel autonómico y nacional.
Desde 2007 hasta la actualidad, Pedro se dedica profesionalmente y en exclusiva al freestyle. Durante su primer año ya participó en más de 30 eventos, pasó al segundo como "rookie" del año y durante los últimos años ha logrado subirse a la mayoría de los podiums de los eventos donde ha participado. Pedro ha participado en competiciones de gran importancia mundial como el X-Knights en Costa Rica, Freestyle.CH en Suiza, IFMX en Alemania, o Red Bull X-Fighters de Madrid.
Actualmente, tras más de una década compitiendo con KTM SX 250, ha cambiado de marca de montura, y compite con una Fantic 250 2 tiempos.

## Distinciones

### Campeonato de España de Freestyle (CEFMX)
| Año  | Medalla           |
| ---- | ----------------- |
| 2012 | Medalla de bronce |
| 2013 | Medalla de oro    |
| 2014 | Medalla de oro    |
| 2015 | Medalla de oro    |
| 2016 | Medalla de bronce |
| 2017 | Medalla de bronce |
| 2018 | Medalla de plata  |
| 2019 | Medalla de oro    |
| 2022 | Medalla de plata  |

### Otras competiciones internacionales
| Año  | Evento                                       | Medalla          |
| ---- | -------------------------------------------- | ---------------- |
| 2012 | Zúrich.CH (Suiza)                            | Medalla de plata |
| 2012 | X-Knights (Costa Rica)                       | Medalla de plata |
| 2014 | Freestyle Internacional de Braga (Portugal)  | Medalla de oro   |
| 2015 | Freestyle Internacional de Lisboa (Portugal) | Medalla de oro   |